# Nitraria
Nitraria, biljni rod iz porodice Nitrariaceae, red sapindolike. Rasprostranjen je po svim kontinentima, a najzastupljeniji je po Euroaziji. Unutar roda postoji osam priznatih vrsta. Australska vrsta N. billardierei, lokalno poznata kao Nitrebush, autohtona je u Australiji, a važan je izvor hrane i utočište za ptice, guštere i manje sisavce. U domorodačko doba njezini plodovi služili su Aboridžinima Južne Asutralije kao hrana. jestivi su i plodovi vrste N. schoberi

## Vrste
1. Nitraria billardierei DC.
2. Nitraria komarovii Iljin & Lava ex Bobrov
3. Nitraria pamirica L.I.Vassiljeva
4. Nitraria retusa (Forssk.) Asch.
5. Nitraria roborowskii Kom.
6. Nitraria schoberi L.
7. Nitraria sibirica Pall.
8. Nitraria sphaerocarpa Maxim.
9. Nitraria tangutorum Bobrov